# Turlington (Carolina del Norte)
Turlington es un área no incorporada ubicada del condado de Harnett en el estado estadounidense de Carolina del Norte. La comunidad en él está entre las localidades de Coats y Erwin. Otros nombres para la comunidad han incluido previamente Slocumb Crossroads o Turlington Crossroads. Un movimiento sin éxito se llevó a cabo en 1893 para que el asiento de condado retirado de Lillington para Turlington Crossroads. 